# Spike Edney
Spike Edney, właściwie Philip Edney (ur. 11 grudnia 1951) – brytyjski muzyk. Najbardziej znany ze współpracy z zespołem Queen (od 1984), czasem nazywany piątym członkiem tejże grupy.
W latach 70. nagrywał i koncertował z The Tymes i Ben E. King, grał na instrumentach klawiszowych, gitarze basowej, gitarze i puzonie. Pod koniec lat 70. współpracował z Edwinem Starrem, a potem z Duran Duran, The Boomtown Rats, Dexys Midnight Runners, Haircut 100, The Rolling Stones, Bon Jovi, Bobem Geldofem, Peterem Greenem i Joe Cockerem.
W czasie pracy z Queen grał głównie na instrumentach klawiszowych, gitarze rytmicznej i śpiewał. Uczestniczył w trasach grupy od 1984 i brał udział w projektach Rogera Taylora (The Cross) i Briana Maya oraz ich trasach koncertowych w 1993 i 1998 roku. Grał na instrumentach klawiszowych podczas The Freddie Mercury Tribute Concert, trasy Queen + Paul Rodgers oraz w musicalu We Will Rock You.
W 1994 stworzył grupę „SAS” (Spike’s All Stars), w której ciągle zmieniającym się składzie grali muzycy Queen, Whitesnake, Free, Roxy Music, Toto, Spandau Ballet i artyści solowy tacy jak Roy Wood, Leo Sayer, Dean Friedman, Kiki Dee, Steven Edney i Paul Young.

## Dyskografia
Albumy:
- Queen: A Kind of Magic (1986)
- Queen: Live Magic (1986)
- The Cross: Mad, Bad, and Dangerous to Know (1990)
- The Cross: Blue Rock (1991)
- Queen: Live at Wembley ’86 (1992)
- The Brian May Band: Live at the Brixton Academy  (1994)
- SAS Band: SAS Band (1997)
- Brian May: Another World  (1998; instrumenty klawiszowe w „Slow Down”)
- Queen + Paul Rodgers: Return of the Champions (CD/DVD, 2005)

Wideo:
- Queen: Live in Rio (VHS, 1985)
- Queen: Live in Budapest (VHS, 1987)
- The Brian May Band: Live at the Brixton Academy (VHS, 1994)
- Queen+: The Freddie Mercury Tribute Concert (DVD, 2002)
- Queen: Live at Wembley Stadium (DVD, 2003)
- 46664 – The Event (DVD, 2004)
- Live Aid (DVD, 2004)
- Queen + Paul Rodgers: Return of the Champions (CD/DVD, 2005)
- Queen + Paul Rodgers: Super Live in Japan (DVD, 2006)
- Duran Duran: „Duran Duran in Japan” (live 1989) (DVD, 2008)